# Amblin'
Amblin' (titlu original: în engleză Amblin') este un film american de scurtmetraj, independent, din 1968 regizat de Steven Spielberg. Rolurile principale au fost interpretate de actorii Richard Levin și Pamela McMyler ca un bărbat și o femeie care fac autostopul prin deșert. Producția a costat 15.000 de dolari americani, a fost prezentată studiourilor Universal și i-a câștigat lui Spielberg mai multe roluri de regizor. Compania Amblin Entertainment a fost numită după acest film.